# Amado Boudou
Amado Boudou (Buenos Aires, 19 novembre 1962) è un politico ed economista argentino, vicepresidente dell'Argentina dal 10 dicembre 2011 al 10 dicembre 2015.

## Biografia
Discendenti di immigrati francesi, è cresciuto nella città di Mar del Plata dove ha frequentato l'università. Ha ricoperto vari incarichi pubblici sino arrivare ai vertici dell'Amministrazione Nazionale della Sicurezza Sociale. 
Il 9 luglio 2009 è stato nominato ministro dell'Economia. Il 10 dicembre dell'anno successivo è stato nominato vicepresidente dell'Argentina rimpiazzando Julio Cobos.
Nel novembre 2021 Boudou, insieme ad Alicia Castro e Gabriel Mariotto, ha fondato il partito Soberanxs, collocatosi nell'ala sinistra della coalizione di governo Fronte di Tutti.

## Vicende giudiziarie
Nel giugno 2014 Boudou è stato accusato, da un tribunale, di corruzione. Secondo i giudici, mentre ricopriva l'incarico di ministro dell'Economia avrebbe fatto assegnare, mediante la sua influenza, un contratto monopolistico per la stampa della moneta nazionale ad un'azienda da lui stesso controllata. Boudou ha respinto le accuse dichiarandosi innocente e rifiutando di dimettersi.
Il 3 novembre 2017 Boudou è stato sottoposto ad un provvedimento di custodia cautelare per ingiustificato arricchimento e riciclaggio. Scarcerato il 18 gennaio successivo, è stato sottoposto agli arresti domiciliari presso la sua casa di Buenos Aires. 
Il 7 agosto 2018 è stato condannato a sei anni di prigione per corruzione e ad inibizione perpetua dai pubblici uffici.